# Angelo Cerretani
Angelo Cerretani (seconda metà del XIII secolo – 13 settembre 1349) è stato un vescovo cattolico italiano.

## Biografia
Figlio del nobile senese Spinello Cerretani, fu nominato vescovo di Grosseto da papa Giovanni XXII nel giugno del 1334. Noto per essere uomo di grande cultura, fu professore di Sacre Scritture a Parigi e venne inviato da papa Clemente VI in qualità di nunzio apostolico per trattare con Lodovico il Bavaro che era in lotta contro il papato.
Nel 1336 fece ricostruire a spese della curia il mulino del Maiano presso Istia, edificato per volere del vescovo Pepo nel 1225 e indispensabile alla macinatura del grano, andato distrutto in seguito all'alluvione del fiume Ombrone; gli istiani si dovettero impegnare a restituire parte della spesa pagando annualmente 60 moggia di grano in occasione della festa estiva dell'Assunzione di Maria: l'atto dell'accordo fu rogato il 25 maggio 1336 a Campagnatico dal notaio Stefano di Durante.
Morì in odore di santità il 13 settembre 1349 e venne sepolto nella basilica di San Francesco di Siena. Il 2 novembre dello stesso anno il nipote Benedetto Cerretani gli succedette alla guida della diocesi grossetana.